# Schloss Filehne
Schloss Filehne ist ein Schlossbau im großpolnischen Wieleń.

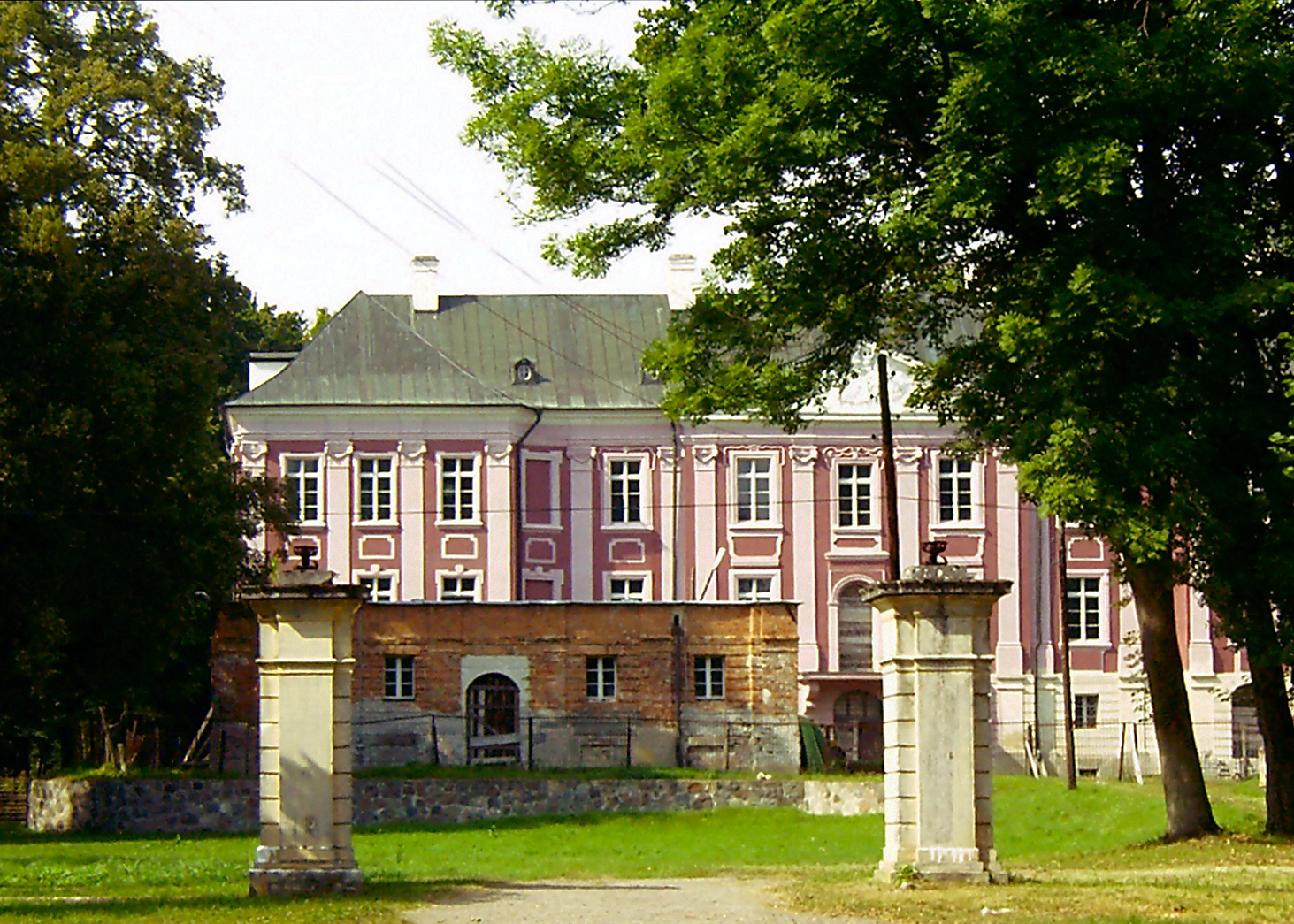
Schloss Filehne

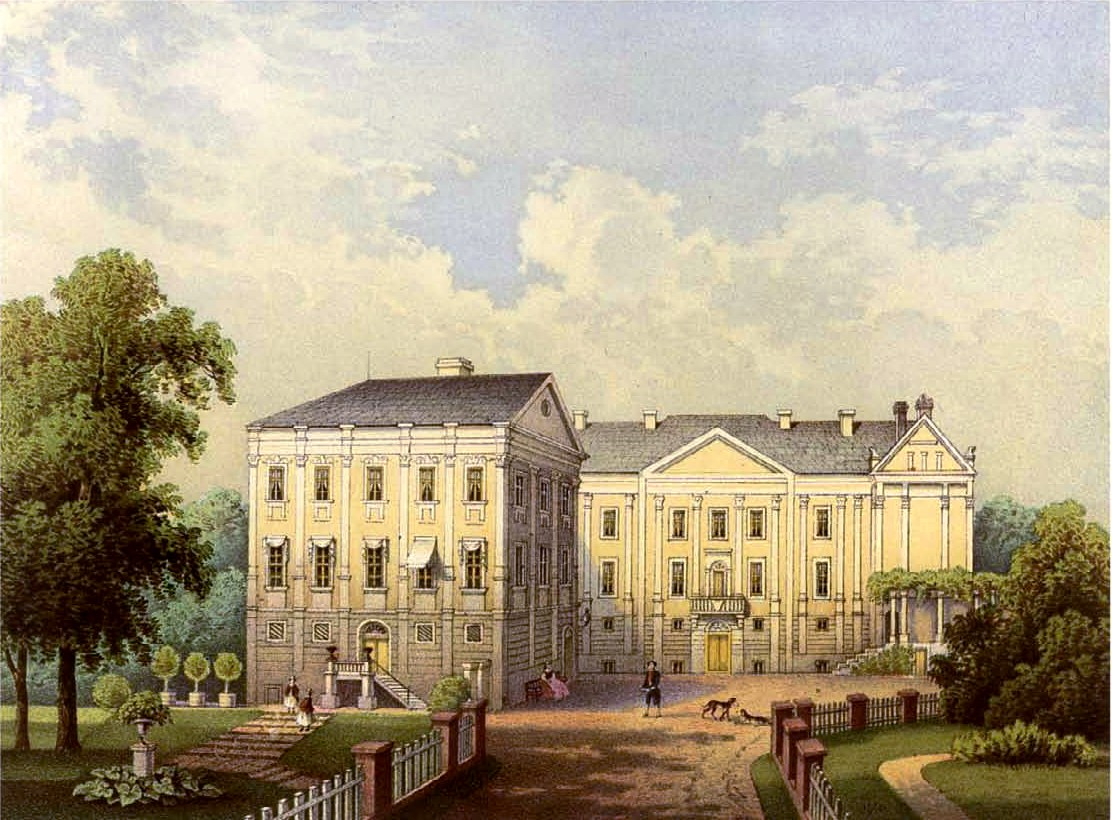
Schloss Filehne in der Sammlung Duncker

## Geschichte
Zur Zeit von Boleslaus Chrobry befand sich hier eine Wallburg, die später von den Pomoranen erobert wurde. Unter Bolesław III. Schiefmund zurückerobert, blieb der Ort bis 1772 Teil des polnischen bzw. polnisch-litauischen Reiches. Mitte des 18. Jahrhunderts waren Sapieha Besitzer, ab 1789 die Blankensee, danach die Schulenburg. Nach dem Ersten Weltkrieg verblieb der Landstrich bei Deutschland, unmittelbar an der Grenze zum unabhängig gewordenen Polen. Nach dem Zweiten Weltkrieg wurde die gesamte Region von Polen annektiert. Bei der Besetzung des Schlosses durch die Rote Armee wurde in einer Racheaktion der Leichnam des kurz zuvor verstorbenen Schlossbesitzers exhumiert und misshandelt.

## Bauwerk
Der Schlosskomplex liegt 500 Meter nördlich der Netze zwischen Filehne und dem Vorort am Bahnhof Wieleń (vormals Deutsch Filehne) auf einer flachen Sandinsel. Das dreigeschossige Hauptgebäude ist von Nordost nach Südwest ausgerichtet und hat an den Langseitem dreizehn bzw. elf, an den Schmalseiten drei Achsen. Auf dem First stehen Kaminschornsteine, auf der nordwestlichen Dachhälfte elf neue Gauben. Das erstes und zweite Obergeschoss werden allseitig von Pilastern betont, das Erdgeschoss hat Quaderputz. Pilaster und Fensterfaschen sind rosa gefasst, Wandflächen in weinrot. An der Südostseite befinden sich Eckrisalite und ein Mittelrisalit, der mit Frontispiz bekrönt ist und dessen Giebelfeld das Wappen der Bauherren trägt. Das Hauptgebäude hat in Südostverlängerung seiner südwestlichen Schmalseite einen flachen, dreigeschossigen Flügelanbau, der sieben Achsen lang und fünf Achsen tief ist. Dieser ist ebenfalls durch Pilaster gegliedert. Hauptgebäude und Flügel werden von einer Futtermauer eingefasst. An der Chaussee, die Filehne mit Deutsch Filehne verbindet, befindet sich ein u-förmiges Torgebäude, das bewohnt ist. Der Park ist nur in Schlossnähe gut erhalten. Die Anlage zeichnete sich jedoch durch kanalartige Wasserläufe aus. 500 m nordwestlich befindet sich ein kleiner Friedhof mit Gruftkapelle aus dem 19. Jahrhundert. Diese Kapelle ist ein quadratischer Zentralbau. An allen vier Seiten befindet sich ein flacher Risalit, die Ecken haben abgestufte Stützpfeiler, die in Fialen enden. Auf drei Seiten liegen spitzbogige Maßwerkfenster, an der Südostseite ein Portal mit Dreiecksgiebel. Kapelle und Gruft sind verwüstet.